# Línguas lequíticas
As línguas lequíticas são um ramo da família de línguas eslavas ocidentais. São compostas de línguas faladas na Europa Central, principalmente na Polônia e, historicamente, no leste e no norte da Alemanha.

## História
Na Idade Média antes que seus falantes fossem germanizados, as línguas pomerânias e seus dialetos eram faladas ao largo do Mar Báltico, numa região que se estendia desde o baixo Vístula até o baixo Oder. O cassúbio e o eslovíncio sobreviveram até o século XX, havendo um grande número de falantes de cassúbio na Polônia e no Canadá atualmente. O polábio, que foi falado nas fronteiras dos dialetos sórbios na Alemanha oriental, foi usado pela população eslava do rio Elba até nos séculos XVII e XVIII, existindo um dicionário e algumas frases escritas nesta língua.

## Dialetos
O grupo lequítico de línguas eslavas é composto pelo polonês, pelo cassúbio com sua variante arcaica eslovíncio e pelo extinto polábio. Todas as línguas, exceto o polonês, são classificadas ocasionalmente no sub-grupo pomerânio.

## Classificação
- Indo-europeu
  - Eslavo
    - Proto-eslavo
      - Ocidental
        - Lequítico